# Amerykanie pochodzenia libańskiego
Amerykanie pochodzenia libańskiego – obywatele lub rezydenci Stanów Zjednoczonych, których przodkowie pochodzą z Libanu oraz imigranci z tego kraju. Zdecydowana większość członków tej społeczności to chrześcijanie, przede wszystkim Maronici. Amerykanie libańscy to największa arabska grupa etniczna w USA, licząca 489 364 ludzi. Stanowią oni 0,16% ludności Stanów Zjednoczonych i 32,4% wszystkich Arabskich Amerykanów (według danych American Community Survey). Według aktywistów libańskich w USA, ponad 3 miliony Amerykanów ma częściowe pochodzenie libańskie.

## Historia
Pierwszym znanym Libańczykiem w USA był Antonios Bishallany, maronita. Przybył on do Bostonu w 1854. Zmarł w 1856 w Nowym Jorku, na Brooklynie, w dniu swoich 29 urodzin. Migracja Libańczyków do Stanów Zjednoczonych na większą skalę rozpoczęła się w końcówce XIX wieku. Imigranci osiedlali się głównie w Nowym Jorku (Brooklyn) i Bostonie. W Stanach Zjednoczonych uznawano ich za Syryjczyków, choć większość z nich pochodziła z gór Libanu. Wielu z przybyszów pracowało jako domokrążcy. Następna fala migrantów przypada na lata 20. XX wieku. Libańczycy, których falę szacuje się na około 100 000, osiedlali się wówczas głównie w New Jersey i Michigan. Inni osiadali w Teksasie, Dakocie Południowej i w Iowa, znajdując zatrudnienie na farmach. Wielu Libańczyków próbowało dostać się do Stanów Zjednoczonych przez Wielką Brytanię.
Kolejne fale przybyszów z Libanu napływały w późnych latach 40. XX wieku i we wczesnych latach 90. Ludzie uciekali wówczas przed wojną domową, jaka toczyła się w Libanie. Między 1948 a 1985 ponad 60 000 Libańczyków wyemigrowało do Stanów Zjednoczonych. Potem liczba migrantów zmniejszyła się. Obecnie do Stanów Zjednoczonych wyjeżdżają przede wszystkim libańscy muzułmanie, wcześniejsze fale migracyjne składały się w przeważającej mierze z chrześcijan.

## Religia
Około 90% libańskich Amerykanów to chrześcijanie. Najwięcej wyznawców liczą sobie kościół maronicki i grecki kościół prawosławny. Muzułmanie, zarówno szyici, jak i sunnici, są w mniejszości, a większe ich grupy zaczęły przybywać do Stanów Zjednoczonych dopiero w latach 60. XX wieku. Istnieją również niewielkie społeczności libańskich żydów, którzy wyjechali obawiając się odwetów za zaangażowanie armii izraelskiej w wojnę w Libanie. Oprócz tego, wśród Libańczyków w USA są jeszcze druzowie.

## Miejsca występowania największych społeczności
Dearborn w Michigan posiada największy procentowy udział Amerykanów pochodzenia arabskiego w całych Stanach Zjednoczonych (ponad 30%). Większość z mieszkańców Dearborn to szyici. Libańczycy zamieszkują także bardzo licznie obszar metropolitarny Detroit. Brooklyn w Nowym Jorku ma jedną z najstarszych wspólnot libańskich w USA, jej istnienie oceniane jest na ponad 125 lat. Bay Ridge na Brooklynie to jedno z miejsc w których mieszka najwięcej Libańczyków. Niegdyś byli to praktycznie tylko chrześcijanie, dziś żyje tam także bardzo wielu muzułmanów. South Paterson w New Jersey miało jedną z najstarszych (jej istnienie datowane jest od lat 90. XIX wieku) i największych społeczności libańskich chrześcijan, ale wielu z nich przeprowadziło się i ich miejsce zajmują imigranci z Palestyny.
Duże społeczności Libańczyków zamieszkują także Kalifornię, stany Nowej Anglii, Ohio, Florydę, Waszyngton, Teksas i stany położone nad Wielkimi Jeziorami. Instytut Amerykańskich Arabów (The Arab American Institute) podaje iż pięć stanów najliczniej zamieszkiwanych przez tę społeczność to: Michigan (11% wszystkich Libańczyków w USA), Kalifornia (9%), Ohio (6%), Floryda (6%) i Massachusetts (5%).